# Галлеки
Галле́ки (лат. gallaeci), калле́ки (лат. callaeci), або калла́їки (лат. callaeci; грец. Καλλαϊκοί, Kallaïkoí) — у ІІІ ст. до н.е. — I ст. н.е  один із кельтських доримських народів Піренейського півострова. 
Згадуються в античних авторів, зокрема в «Географії» Страбона. Мешкали на північному заході півострова, на теренах сучасної Галісії, назва якої походить від них. Також проживали в землях Астурії, Кастилії-Леону й Північної Португалії. Розмовляли так званою галлекською мовою, збірною назвою кількох кельтських діалектів регіону. Складали племінну конфедерацію. З ними пов'язують археологічну культуру городищ-кастрів. 
Підкорені римлянами під проводом Октавіана Августа в ході Кантабрійських воєн (20 до н.е.). Проживали у римській провінції Галлеція. Поступово романізувалися, створивши симбіоз галлеко-римської культури.